# Сотина
Сотина (словен. Sotina) — поселення в общині Рогашовці, Помурський регіон, Словенія. Висота над рівнем моря: 257,5 м.